# نافاشينو
نافاشينو (بالروسية: Навашино) هي إحدى مدن روسيا في الكيان الفدرالي الروسي نيزني نوفغورود أوبلاست.